# Isabel Cacho Lascorz
Eva Isabel Cacho Lascorz es una geóloga española Especialista en la reconstrucción de la variabilidad climática basada a partir del análisis de sedimentos marinos y espeleotemas de cuevas. Su experiencia se basa en la aplicación de diferentes técnicas geoquímicas. Por ejemplo, el análisis de elementos traza y isótopos estables en carbonatos, análisis de biomarcadores moleculares, así como otras técnicas sedimentológicas. 
Su investigación se ha centrado en la variabilidad climática rápida del Mediterráneo, pero también ha realizado un gran trabajo en el Pacífico Ecuatorial y algunas regiones del Océano Atlántico.

## Biografía
Se graduó en Geología en 1992 en la Universidad de Barcelona y  Doctora en Geología (2000)  desarrollado entre el CID-CSIC (enlace roto disponible en Internet Archive; véase el historial, la primera versión y la última). y la UB. Es Profesora Agregada en la Universitat de Barcelona desde 2008.Forma parte del Consejo Asesor para el Desarrollo Sostenible de la Generalidad de Cataluña y ha viajado a bordo de buques oceanográficos en partes remotas del planeta. Ha trabajado en Inglaterra, Alemania y Estados Unidos.  
También se afilió a la Universidad de Cambridge como investigadora postdoctoral desde 2000 hasta 2003 en el laboratorio del profesor Sir Nick Shackleton. Fue miembro de la Fundación US-COMER durante 2003-2004, asociada a la Universidad de Columbia. Trabajó como investigadora en Ramón y Cajal en la Universidad de Barcelona  en 2004. Ha sido miembro de varios comités de investigación nacionales e internacionales de proyectos como CLIVAR (Variabilidad climática), SOLAS (Surface Ocean Lower Atmosphere Study) e INQUA (Unión Internacional para la Investigación Cuaternaria) y también fue miembro del Consejo de Sostenibilidad (CADS) del Gobierno de Cataluña.

## Algunas publicaciones relevantes
- Cacho, I., Shackleton N.J., Elderfield H., Sierro F.J., and Grimalt J.O., (2006). Glacial rapid variability in deep water temperature and δ18O from the Western Mediterranean Sea. Quaternary Science Reviews 25: 3294-3311.

- Cacho, I., Grimalt, J.O., Canals, M., Sbaffi, L., Shackleton, N.J., Schönfeld, J., and Zahn, R., (2001). Variability of the western Mediterranean Sea surface temperatures during the last 25,000 years and its connection with the northern hemisphere climatic changes. Paleoceanography 16(1): 40-52.

- Cacho, I., Grimalt, J.O., Sierro, F.J., Shackleton, N.J., and Canals, M., (2000). Evidence of enhanced Mediterranean thermohaline circulation during rapid climatic coolings. Earth and Planetary Science Letters 183: 417-429.

- Cacho, I., Grimalt, J.O., Pelejero, C., Canals, M., Sierro, F.J., Flores, J.A. and Shackleton, N.J., (1999). Dansgaard-Oeschger and Heinrich events imprints in the Alboran Sea paleotemperature record. Paleoceanography 14: 698-705.

- Frigola, J., Canals, M., Cacho, I., Moreno, A., Sierro, F.J., Flores, J.A., Berne, S., Jouet, G., Dennielou, B., Herrera, G., Pasqual, C., Grimalt, J.O., Galavazi, M., and Schneider, R., (2012). A 500 kyr record of global sea-level oscillations in the Gulf of Lion, Mediterranean Sea: new insights into MIS 3 sea-level variability. Climate of the Past 8: 1067-1077.

- Hernández-Almeida, I., Sierro, F.-J., Cacho, I. and Flores, J.-A. (2015). Subsurface North Atlantic Warming as a Trigger of Rapid Cooling Events: Evidence from the Early Pleistocene (MIS 31–19). Climate of the Past 11(4): 687–696.

- Martrat, B., Grimalt, J.O., Lopez-Martinez, C., Cacho, I., Sierro, F.J., Flores, J.A., Zahn, R., Canals, M., Curtis, J.H. and Hodell. D.A. (2004). Abrupt temperature changes in the western Mediterranean over the past 250,000 years. Science 306: 1762-1765.

- Moreno, A., Cacho, I., Canals, M., Grimalt, J.O., Sánchez-Goñi, M.F., Shackleton, N. and Sierro, F.J., (2005). Links between marine and atmospheric processes oscillating at millennial time-scale. A multy-proxy study of the last 50,000 yr from the Alboran Sea (Western Mediterranean Sea). Quaternary Science Reviews 24: 1623-1636.

- Pena, L. D., Cacho, I., Ferretti, P. and Hall, M.A., (2008). El Niño–Southern Oscillation–like variability during glacial terminations and interlatitudinal teleconnections. Paleoceanography 23: PA3101.

- Pena, L.D., Calvo, E., Cacho, I., Eggins, S. and Pelejero, C., (2005). Identification and removal of Mn-Mg-rich contaminant phases in foraminiferal tests: Implications for Mg/Ca past temperature reconstructions. Geochemistry, Geophysics and Geosystems 6: Q09P02.